# Kuci, Korop
Kuci (în ucraineană Кучі) este un sat în comuna Atiușa din raionul Korop, regiunea Cernihiv, Ucraina.

## Demografie
Componența lingvistică a localității Kuci
     Ucraineană (92,86%)
Conform recensământului din 2001, majoritatea populației localității Kuci era vorbitoare de ucraineană (92,86%), existând în minoritate și vorbitori de alte limbi.